# Lípa na Kříbu
Lípa na Kříbu je lípa malolistá, evidovaná od roku 1995 jako památný strom, vévodící kopci Kříb u obce Jámy.

## Základní údaje
Městský úřad ve Žďáře nad Sázavou jako pověřený úřad a tím orgán ochrany přírody příslušný podle ustanovení § 76, odst. 2 zákona ČNR č.114/1992 Sb. o ochraně přírody a krajiny vyhlásil dne 21. září 1995 strom „lípa na Kříbu“ v katastrálním území Jámy, p.č. 1544 v majetku paní Františky Mazlové, bytem Mirošov 12, za památný strom.
- Název: Lípa na Kříbu [1]
- Obvod ve výšce 1,30 m : 2,80 m
- Výška stromu: 17,00 m
- Výška koruny: 13,00 m
- Šířka koruny: 14,00 m

Jedná se o starý zachovalý strom s místním historickým významem tvořící významný krajinotvorný prvek.

## Galerie

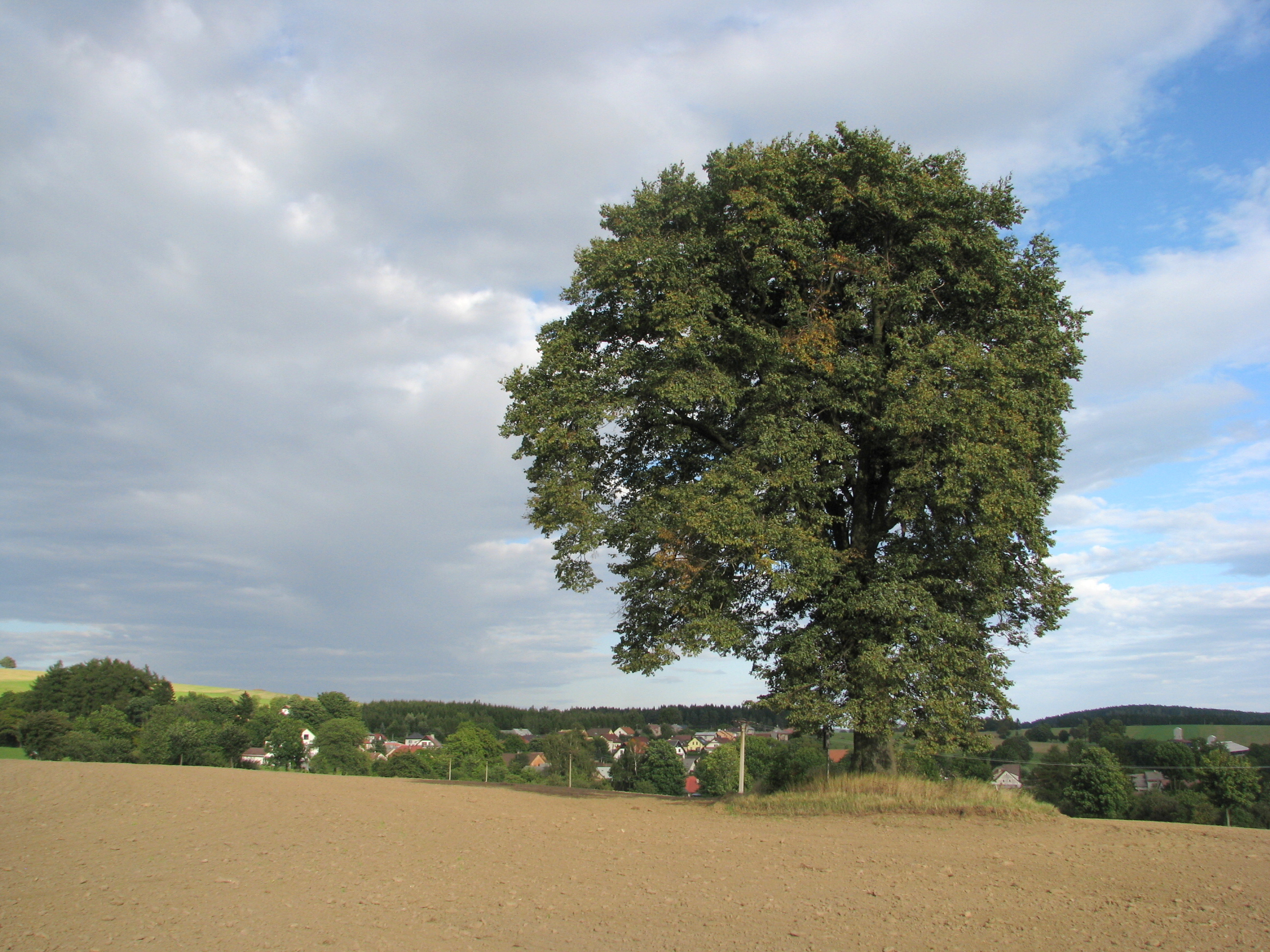
září 2012
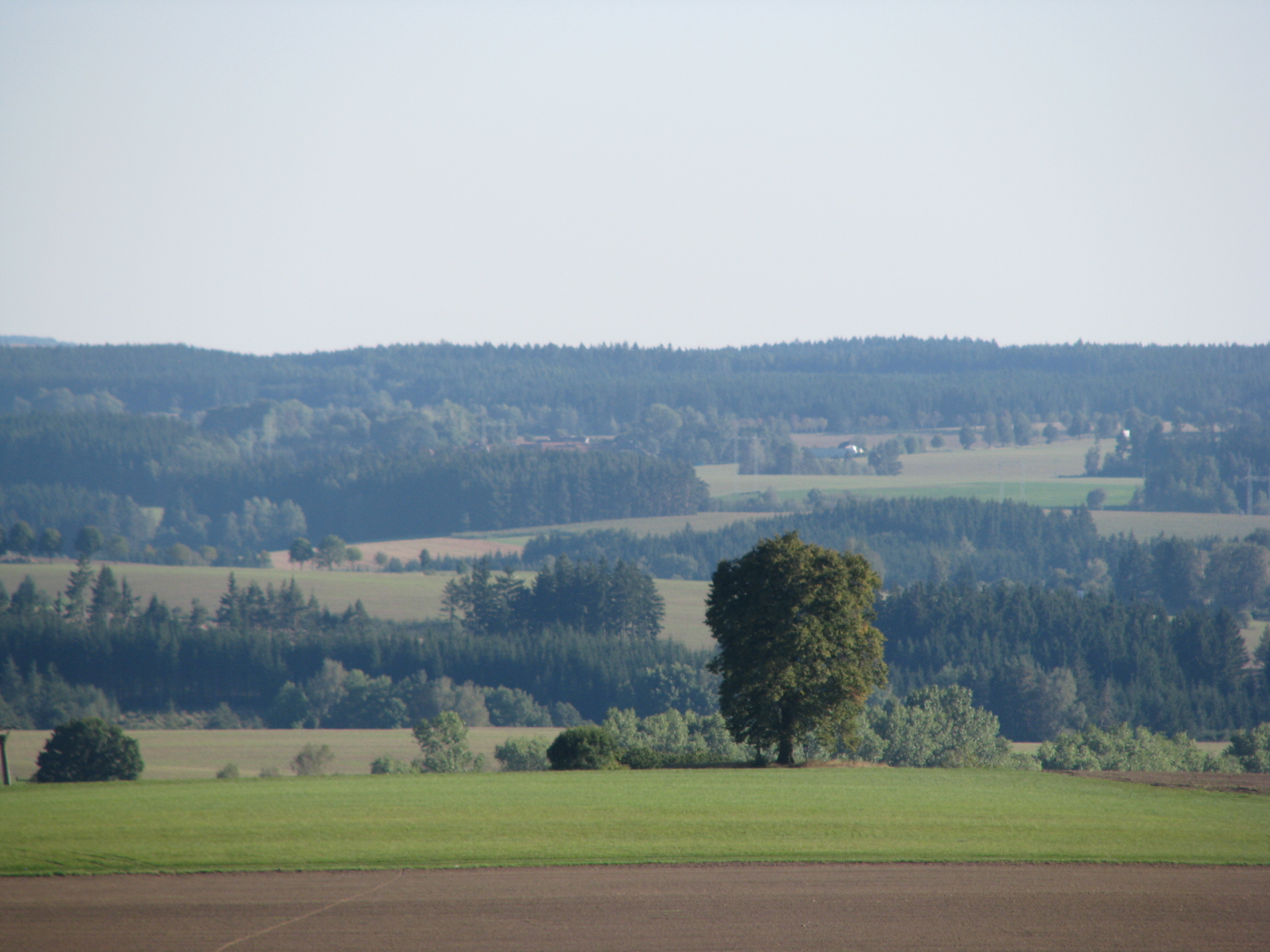
září 2012
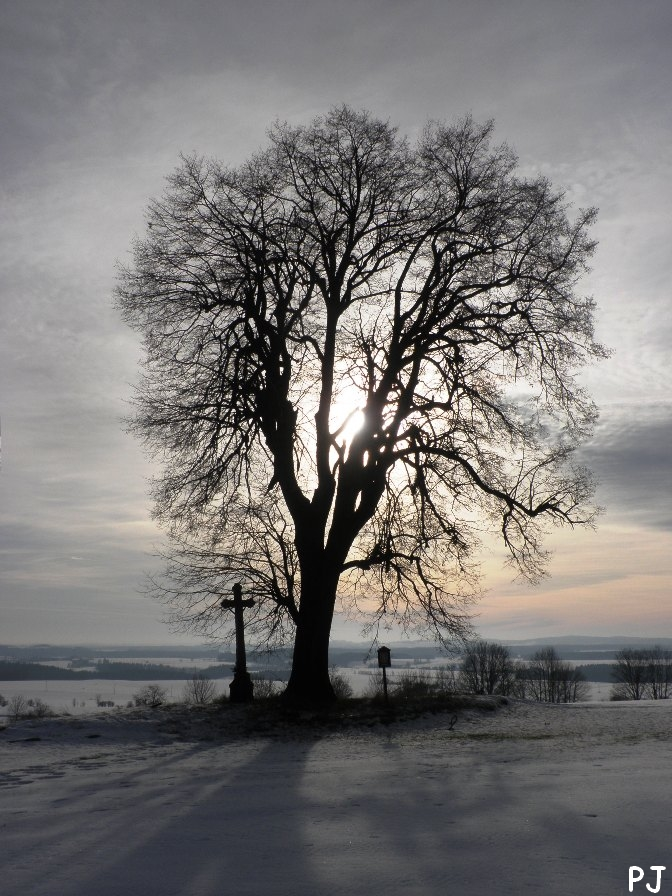
prosinec 2012
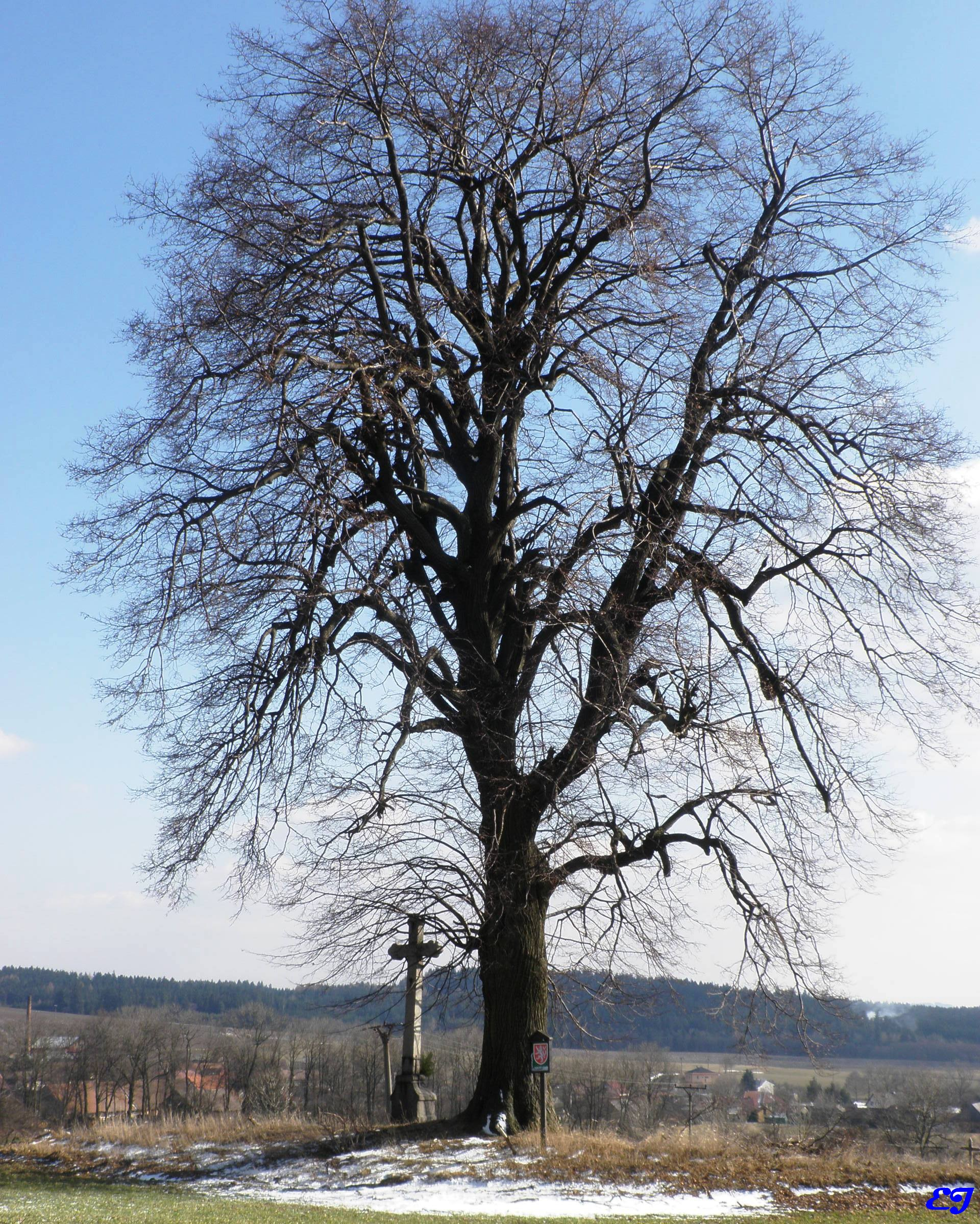
březen 2013